# Le Bourreau du Nevada
Pour plus de détails, voir Fiche technique et Distribution.
Le Bourreau du Nevada (The Hangman) est un western américain réalisé par Michael Curtiz, sorti en 1959.

## Synopsis
Mackenzie Bovard est un marshal chargé de retrouver un certain John Butterfield, recherché pour complicité dans l'attaque d'une diligence de la Wells Fargo. Trois personnes ont déjà été arrêtées, deux ont déjà été exécutées, et la troisième le sera dans quelques jours. Seule cette dernière personne serait capable d'impliquer Butterfield pour ce crime.
Bovard se rend à Fort Kenton, où Butterfield a été soldat, mais le colonel responsable du fort ne veut pas lui prêter main-forte. Mais l'aide de camp du colonel suggère à Bovard qu'une femme du fort pourrait l'aider à identifier son suspect, dont il ne connaît qu'une description très vague. Bovard va voir cette Selah Jennison, une ancienne amie de Butterfield qui travaille au lavoir du fort depuis la mort de son mari, et lui propose la prime de 500 $ offerte par Wells Fargo si elle l'aide. Elle devra alors le retrouver à la ville voisine le lendemain.
Le marshal se rend dans cette ville et parle au shérif de ses soupçons. Le seul homme qui correspondrait serait un certain Johnny Bishop, qui travaille pour l'entreprise de fret locale. Selah arrive trois jours plus tard, mais fait semblant de ne pas reconnaître le suspect.

## Fiche technique
- Titre français : Le Bourreau du Nevada
- Titre original : The Hangman
- Réalisation : Michael Curtiz
- Scénario : Dudley Nichols, W. R. Burnett (non crédité), d'après la nouvelle Pull Your Freight de Luke Short
- Direction artistique : Henry Burnstead, Hal Pereira
- Décors : Sam Comer, Ray Moyer
- Costumes : Edith Head
- Photographie : Loyal Griggs
- Son : Hugo Grenzbach, Winston Leverett
- Musique : Harry Sukman
- Montage : Terry O. Morse
- Production : Frank Freeman Jr.
- Société de production : Paramount Pictures
- Société de distribution : Paramount Pictures
- Pays de production :  États-Unis
- Langue originale : anglais
- Format : noir et blanc — 35 mm — 1,85:1 — son Mono Panavision
- Genre : Western
- Durée : 87 minutes
- Dates de sortie : 
  - États-Unis : 17 juin 1959
  - France : 24 janvier 1960

## Distribution
- Robert Taylor (VF : Jacques Beauchey) : Mackenzie Bovard
- Tina Louise (VF : Nelly Benedetti) : Selah Jennison
- Fess Parker (VF : Jean-Claude Michel) : le shérif Buck Weston
- Jack Lord (VF : Jacques Thébault) : Johnny Bishop
- Shirley Harmer : Kitty Bishop
- Mickey Shaughnessy (VF : Jean Clarieux) : Al Cruse
- Jose Gonzalez Gonzalez (en) : Pedro Alonso
- Gene Evans : Big Murph Murphy
- James Westerfield : Herb Loftus
- Mabel Albertson : Amy Hopkins, la cliente de l'hôtel
- Betty Lynn : Molly, la serveuse de l'hôtel
- Richard Collier : le réceptionniste de l'hôtel
- Lorne Greene : le marshal Clum Cummings
- Nelson Leigh (non crédité) : le colonel Hammond
- Sam Wolfe (non crédité) : le barman
- Regis Toomey (non crédité)